# Instituto de Liderazgo Simone de Beauvoir
Instituto de Liderazgo Simone de Beauvoir es una organización feminista mexicana de la sociedad civil fundada en el 2000 por Martha Lamas y un grupo de académicas y activistas. Realiza investigación, incidencia, comunicación, y formación técnica y académica.
Su objetivo es formar liderazgos de mujeres e impulsar políticas públicas y normativas en temas de derechos sexuales y reproductivos, trabajo doméstico remunerado y no remunerado, tierra y territorio con perspectiva de género, participación política de las mujeres y violencia de género.

## Exigencias y acciones
El trabajo del Instituto se centra en diversidad, igualdad e inclusión. Lleva a cabo acciones con mujeres jóvenes, indígenas y de ascendencia africana, capacitándolas en liderazgo para que participen en activismo comunitario, toma de decisiones y política pública.

Mediante la incidencia en la transformación de realidades discriminatorias y desiguales buscan:
Crear una sociedad más democrática y justa a través de la generación de conocimiento, la innovación y la formación de liderazgos sociales con perspectiva de género, derechos e interculturalidad.
Ha tenido como principales actividades:
- Capacitación a mujeres líderes en perspectiva de género.
- Iniciativas de formación con mujeres indígenas, colectivos que viven en situación de marginación y mujeres afromexicanas.
- Trabajo con universitarias en Ciudad de México y otros 13 estados en torno a derechos de la salud sexual y reproductiva.
- Creación de redes locales para acceso a la información: Programa de Mujeres Indígenas (Promui) y Programa de Jóvenes por los Derechos Sexuales y Reproductivos (REDefine).
- Investigación de gabinete y de campo sobre acceso a servicios de salud sexual y reproductiva, accesibilidad y obstáculos.

## Reconocimientos
En 2017 el Instituto recibió el Premio Franco Alemán de Derechos Humanos Gilberto Bosques, destinado a personalidades, grupos y organizaciones mexicanas que destacan en la promoción y defensa de los derechos humanos, la paz, la solidaridad y la justicia.
En 2018 fue reconocido con el primer lugar del premio Fundación Vidanta por investigación innovadora, capacitación y defensa para avanzar en la equidad y derechos de la mujer.
En 2020 ganó el Premio al Desarrollo Sostenible en Formación para el Trabajo Digno del Monte de Piedad, que se otorga a organizaciones que demuestran la incorporación de los enfoques de gestión para resultados de desarrollo y de derechos humanos.
En marzo de 2020 recibió la Medalla Hermila Galindo 2019, en el Congreso de la Ciudad de México, por sus publicaciones con enfoque en mujeres.
Formó parte del Grupo Asesor de Sociedad Civil de ONU Mujeres en México durante el periodo 2015-2016.